# Râul Ilișești
Râul Ilișești sau Râul Ilișaca este un curs de apă, afluent al râului Suceava. 

## Hărți
- Harta județului Suceava
- Ovidiu Gabor - Economic Mechanism in Water Management  Arhivat în 5 martie 2009, la Wayback Machine.